# Chiesa di San Romualdo (Ravenna)
(Santi Muratori, 1926.)
La chiesa di San Romualdo è situata nel centro storico di Ravenna, all'incrocio tra via Alfredo Baccarini e via Nicolò Rondinelli; chiusa al culto ma non sconsacrata, è di proprietà comunale.
Dal 1935 la chiesa è sacrario dei caduti in guerra e in prigionia e, dal 1997 al 2019, ha ospitato il Museo del Risorgimento, contenente cimeli e ricordi personali, in possesso di ravennati, di coloro che parteciparono ai moti rivoluzionari della prima metà del XIX secolo, alle guerre di indipendenza italiane e alle imprese garibaldine.

## Storia
A causa della cruenta battaglia che si svolse l'11 aprile 1512 alle porte di Ravenna, i monaci camaldolesi che fino ad allora avevano risieduto presso la basilica di Sant'Apollinare in Classe, si trasferirono in città, dentro le mura. Lungo l'attuale via Baccarini possedevano dei terreni, in parte edificati: vi costruirono la nuova abbazia. All'interno del complesso, terminato intorno al 1515, vennero trasferiti anche i volumi che poi diedero vita alla Biblioteca Classense.
In seguito, nella prima metà del XVII secolo, fu deciso di costruire, annesso all'abbazia, in luogo della chiesa di San Bartolomeo in Turricola, un nuovo luogo di culto, dedicato a san Romualdo, fondatore della Congregazione camaldolese, che rispondesse alle esigenze dei monaci. La prima pietra venne posata nel 1630 alla presenza dell'arcivescovo titolare di Tarso Andrea Corsini. L'erezione dell'edificio, su progetto dell'architetto ravennate Luca Danesi, si protrasse fino al 1632; la chiesa venne dedicata il 1º maggio 1637 dal cardinale Luigi Capponi, arcivescovo di Ravenna. Nel corso del secolo successivo, la chiesa venne ulteriormente arricchita con numerose opere d'arte e con la realizzazione, nel 1788, di un nuovo altare maggiore.
I monaci furono costretti a lasciare il complesso nel 1798 in seguito alle requisizioni napoleoniche e la chiesa, spogliata della maggior parte dei suoi arredi, molti dei quali andarono perduti, venne trasformata dapprima in un museo (1877), successivamente in palestra (1920), essendo diventata, nel 1825, proprietà del comune di Ravenna.
Nel 1935, l'edificio venne ripristinato ed adibito a sacrario civico dei caduti in guerra e in prigionia; pur mantenendo intatta quest'ultima sua funzione, a partire dal 1997 all'interno della chiesa è stato allestito il Museo del Risorgimento che, dopo un importante restauro conservativo dell'edificio avvenuto nel 2002, è stato riaperto nel novembre 2004. Il museo dal 2019 è ospitato a Palazzo Guiccioli.

## Descrizione

### Esterno

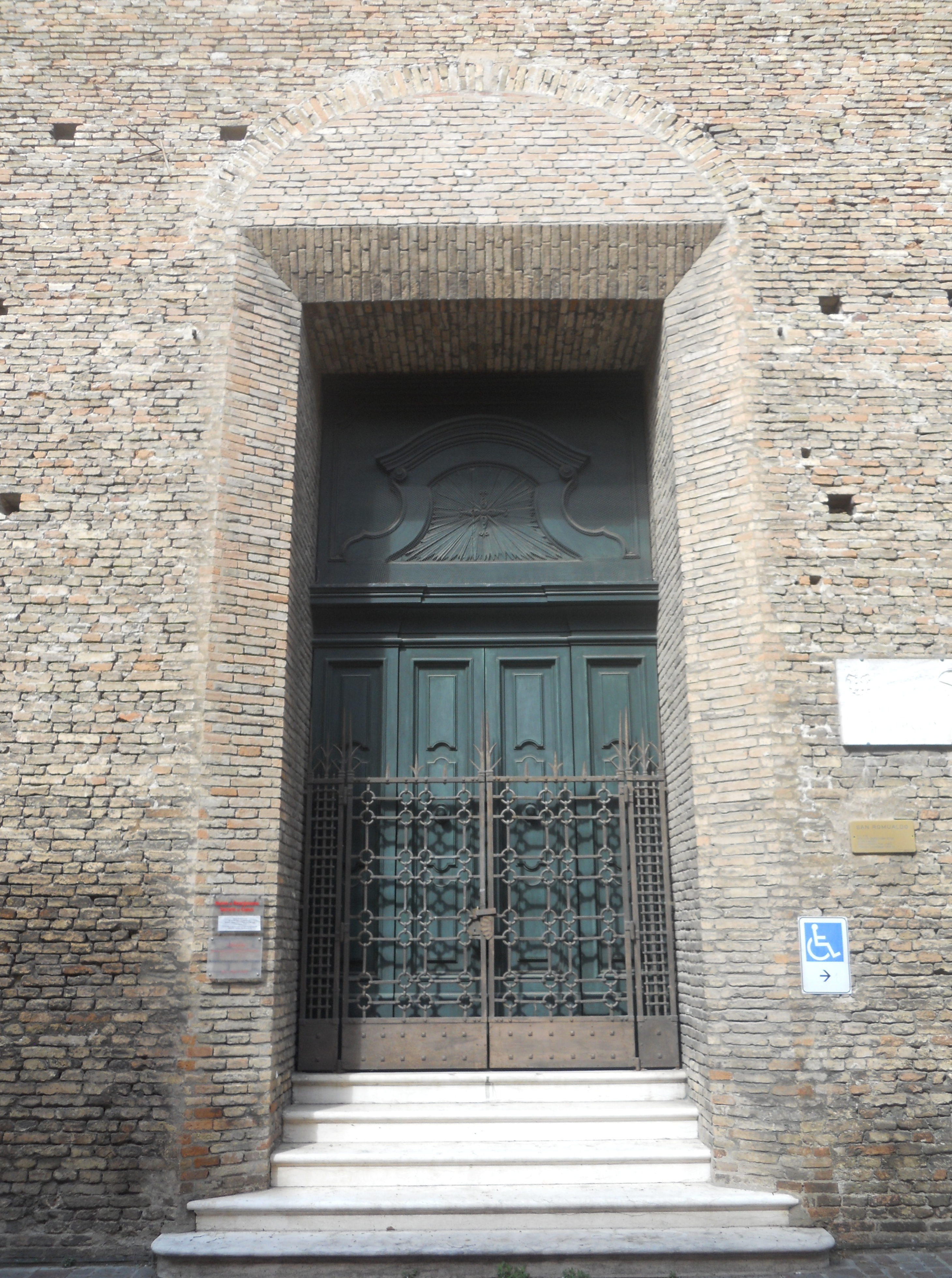
Portale della facciata

L'esterno della chiesa di San Romualdo è rimasto incompiuto: solo lungo il fianco sinistro, infatti, sono presenti le volute che adornano i contrafforti della navata e otto lesene corinzie scanalate in marmo, con relativo cornicione, poste a decorare la parete esterna delle cappelle laterali di sinistra, che sarebbe il muro perimetrale dell'antica chiesa di San Bartolomeo in Turricola.
La facciata, priva di alcuna decorazione, è a salienti e dà su via Baccarini; nella parte inferiore, al centro, si apre l'unico portale rettangolare, profondamente strombato e preceduto da alcuni gradini marmorei che lo innalzano al di sopra del piano della strada. Nella parte superiore del prospetto, si apre un finestrone rettangolare. Un altro portale si apre nella facciata del transetto di sinistra, analoga a quella principale nella composizione e nella povertà di decorazioni, ad eccezione del cornicione sostenuto dalle lesene.
All'incrocio tra il braccio destro del transetto, che si affaccia su uno dei chiostri interni dell'ex abbazia, e l'abside, si eleva la torre campanaria, a pianta quadrangolare, con copertura piana.

### Interno
La chiesa di San Romualdo è, internamente, in stile barocco, e presenta una pianta a croce latina.

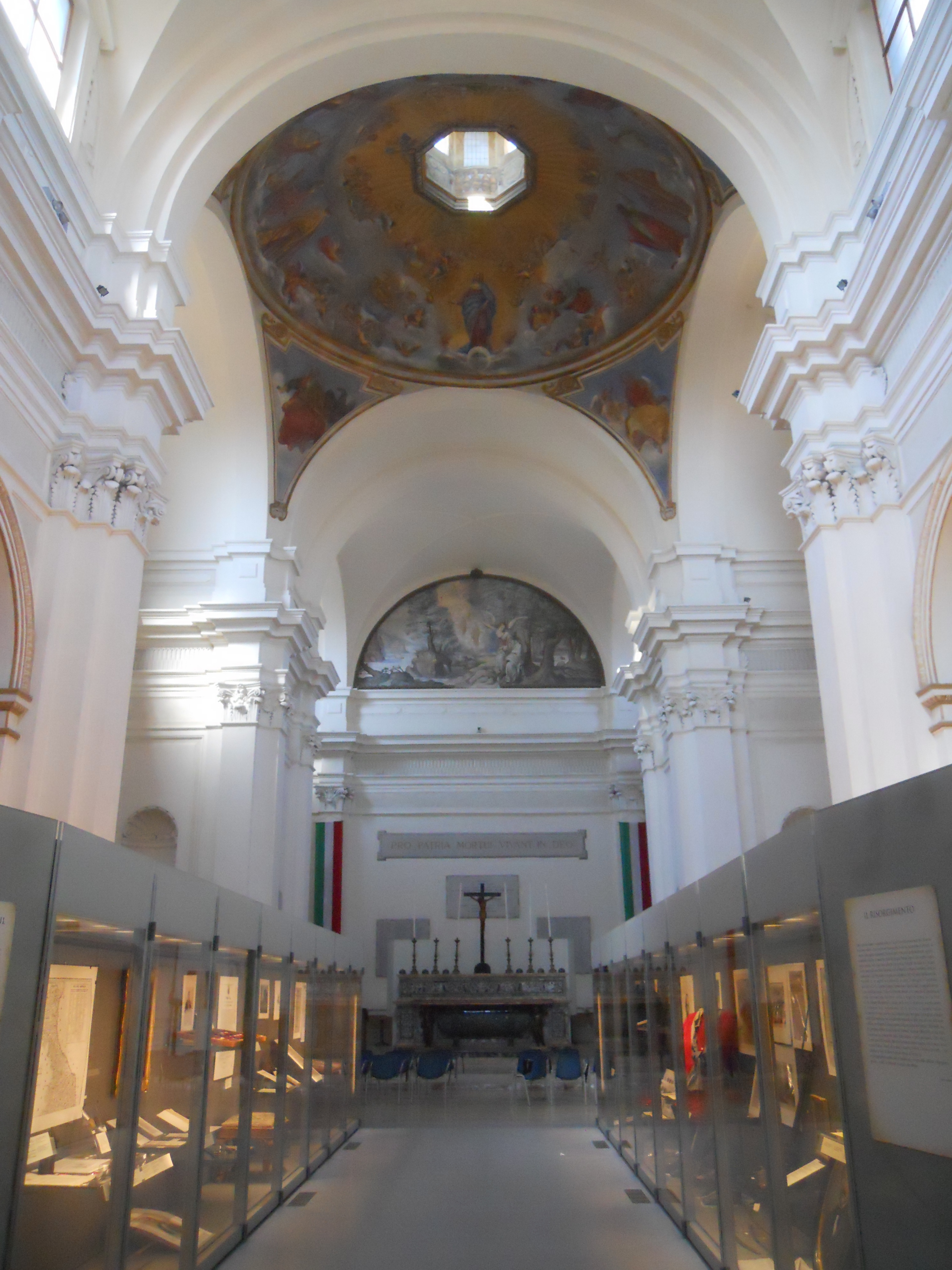
Interno della chiesa nel 2014, in cui era ancora allestito il Museo del Risorgimento

L'aula si compone di un'unica navata coperta con volta a botte lunettata e illuminata da ampi finestroni; lungo ciascuna delle due pareti laterali, si aprono tre arcate a tutto sesto intervallate da lesene corinzie, le quali danno accesso ad altrettante cappelle laterali a pianta rettangolare e con volta a botte.
All'interno di ognuna delle cappelle vi è un altare barocco in marmi policromi e, sulla volta, dei dipinti. Non sono più presenti le antiche pale d'altare che raffiguravano, nelle cappelle di sinistra, i Santi Bartolomeo e Severo in gloria di Marcantonio Franceschini (1683, ora al Museo d'Arte della città di Ravenna), San Benedetto di Carlo Cignani (ora nella Pinacoteca dell'Accademia delle Belle Arti di Ravenna) e l'Annunciazione di Flaminio Torri; l'altare della prima cappella di destra era dedicato a san Michele Arcangelo e l'ancona di quello della seconda cappella ospitava la pala San Romualdo del Guercino (1641, ora al Museo d'Arte della città di Ravenna). La terza cappella di destra, adibita a custodia del Santissimo Sacramento, accoglieva un pregevole tabernacolo in bronzo dorato e lapislazzulo, realizzato nel 1739 da Bartolomeo Burroni su disegno di Giovanni Paolo Pannini (ora al Museo nazionale di Ravenna insieme all'intero corredo d'altare), e una tela raffigurante Elia nel deserto, tratta da un dipinto di Simone Cantarini.
All'incrocio della navata con il transetto, vi è la crociera, a pianta quadrata, coperta con volta a vela al centro della quale si apre una lanterna a pianta ottagonale, con quattro finestre ad arco ed altrettante dipinte. La superficie interna di quest'ultima e quella della volta furono interamente affrescate da Giovanni Battista Barbiani con l'Immacolata fra Apostoli, Santi e cori angelici (prima metà del XVIII secolo), dipinto restaurato nel 2002).
Il transetto si compone di due bracci gemelli, coperti con volta a botte e adornati, su ciascuna delle pareti laterali più vicine al presbiterio, da due lesene corinzie che incorniciano, al centro, una nicchia vuota, un tempo ospitante una statua in stucco; le sculture, di ambito veneziano, risalivano alla fine del XVII secolo e raffiguravano una San Benedetto e l'altra San Romualdo. La parete di controfacciata del braccio di destra presenta delle lapidi marmoree con i nomi dei caduti incisi e dorati e, al centro, come la parete opposta, un portale con cornice in marmo rosa, in stile rinascimentale.

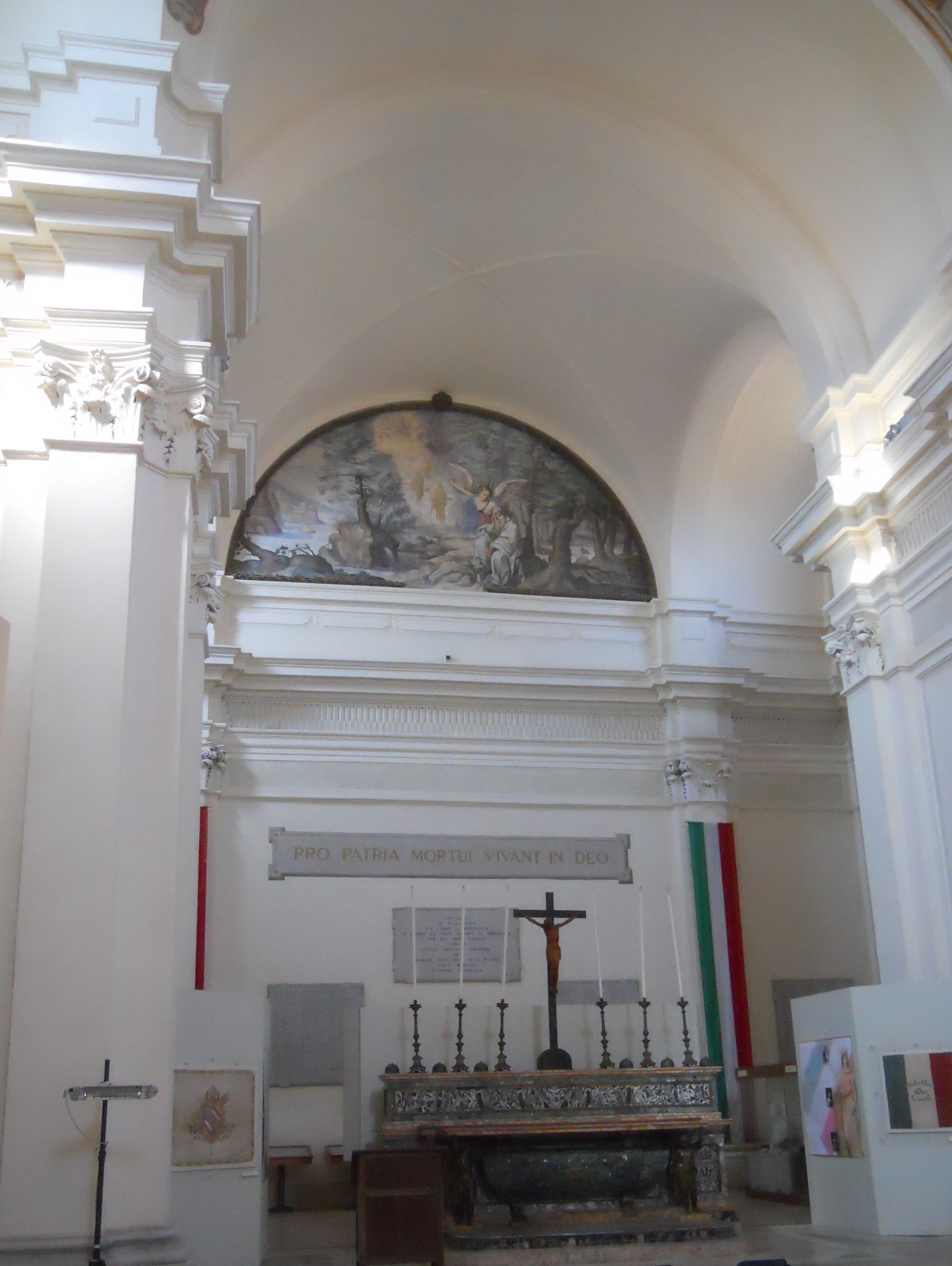
Altare maggiore e abside

Oltre la crociera, la navata continua con una campata analoga ai singoli bracci del transetto, con due nicchie vuote sulle pareti laterali un tempo contenenti statue in stucco di Antonio Martinetti raffiguranti Sant'Apollinare e San Severo. Al centro dell'ambiente, voltato anch'esso a botte, trova luogo l'altare maggiore, realizzato nel 1788 su progetto dell'architetto Camillo Morigia da Giuseppe Toschini per quanto riguarda i marmi, e dallo scultore Giuseppe Baroni per le statue; venne consacrato il 27 aprile 1789 da Pietro Celestin Giordani di Pesaro e al suo interno vennero poste le reliquie di Sant'Apollinare e San Severo. Esso poggia su due gradini in breccia corallina e predella in marmo africano, con la mensa sorretta da due putti in bronzo e sormontata, al di sopra dell'alzata, da sei candelabri alternati ad elmetti, con al centro un crocifisso ligneo; il pavimento dello stesso presbiterio, rialzato di un gradino rispetto al resto della chiesa, presenta pregiate varietà di marmi, quali breccia egiziana e breccia corallina con inserti di marmo bianco, marmo nero e serpentino.
Alle spalle del presbiterio si trova l'abside, già ospitante il coro dei monaci, articolata analogamente alla crociera e al transetto, con una campata centrale a pianta quadrata larga quanto la navata e coperta con volta a crociera, e due campate laterali con lo stesso schema dei due bracci del transetto. Sulla parete di fondo della campata di mezzo, alle spalle dell'altare maggiore, si trova, in alto, una lunetta affrescata da Giovanni Battista Barbiani con l'Estasi di San Romualdo (prima metà del XVIII secolo). Le pareti laterali accolgono altre lapidi con i nomi dei caduti, mentre altre due, nel presbiterio, riportano la dichiarazione di guerra (a sinistra) e il Bollettino della Vittoria (a destra) della prima guerra mondiale.
Nella chiesa non è più presente l'organo a canne, esistente alla fine del XVIII secolo e collocato nell'abside a ridosso della parete di fondo, dietro l'altare maggiore.

### Sacrestia
Annessa alla chiesa di San Romualdo è l'ex sacrestia, attualmente parte integrante della Biblioteca Classense e adibita a sala per conferenze con il nome di Sala Muratori.
L'ambiente è a pianta rettangolare, coperto con volta a schifo e illuminato da una serie di ampie finestre rettangolari; la parete fondale presenta tre grandi dipinti, con cornici in legno scuro: mentre le due laterali rappresentano la Natività di Gesù (a sinistra) e la Deposizione dalla croce (a destra), la pala centrale raffigura la Risurrezione di Lazzaro ed è opera di Francesco Zaganelli, vissuto tra il 1465 e il 1532. La parete opposta è caratterizzata dalla presenza di un vestibolo a pianta quadrata, coperto con cupoletta e interamente affrescato da Cesare Pronti, con l'arcata d'ingresso inquadrata fra due alte colonne tuscaniche con fusto liscio in porfido rosso antico.